# Macropsis eburneus
Macropsis eburneus är en insektsart som beskrevs av Evans 1941. Macropsis eburneus ingår i släktet Macropsis och familjen dvärgstritar. Inga underarter finns listade i Catalogue of Life.